# Гречениновы
Гречениновы — древний русский дворянский род.

## История рода
Иван Данилович владел поместьем в Вотской пятине (1550).
Василий Гречин владел поместьем в Костромском уезде (1610). Афанасий Николаевич калужский городовой дворянин (1627—1629), окладчик (1628). Гаврила Петрович владел поместьем в Романовском уезде (1653). Томский сын боярский послан в киргизские земли (1680). Мария Андреевна калужская помещица (1692).
Четыре представителя рода владели населёнными имениями (1699).